# Anthospermum galioides
Anthospermum galioides là một loài thực vật có hoa trong họ Thiến thảo. Loài này được Rchb. ex Spreng. mô tả khoa học đầu tiên năm 1827.